# 영 (시호)
영(靈)은 시호에 쓰이는 글자다. 《일주서》 〈시법해〉에서는 사이지성(死而志成), 난이불손(亂而不損), 극지귀신(極知鬼神), 불근성명(不勤成名), 사견신능(死見神能), 호제귀신(好祭鬼神)을 일컫는다 한다.

## 영황제
- 후한 영제
- 후량 영제 (여찬)

## 영왕
- 동주 영왕
- 초 영왕

## 영공
- 위 영공
- 정 영공
- 제 영공
- 진 영공
- 진 영공
- 진 영공
- 허 영공

## 영후
- 채 영후